# NGC 7450
NGC 7450 este o hi (21cm) source⁠(d) situată în constelația Vărsătorul. A fost descoperită în 1876 de către Ernst Wilhelm Tempel. Se află la o distanță de 43,43 de megaparseci de Pământ.